# 291923 Kuzmaskryabin
291923 Kuzmaskryabin è un asteroide della fascia principale. Scoperto nel 2006, presenta un'orbita caratterizzata da un semiasse maggiore pari a 2,3908759 UA e da un'eccentricità di 0,1994628, inclinata di 1,75432° rispetto all'eclittica.
L'asteroide è dedicato al cantante ucraino Andriy Kuzmenko, attraverso il proprio nome d'arte.